# (1867) Деифоб
(1867) Деифоб (лат. Deiphobus, др.-греч. Δηΐφοβος) — крупный троянский астероид Юпитера, движущийся в точке Лагранжа L5, в 60° позади планеты, который принадлежит к спектральному классу D. Астероид был открыт 3 марта 1971 года аргентинскими астрономами Карлосом Сеско и A. Samuel в обсерватории Эль-Леонсито и назван в честь Деифоба, одного из героев Троянской войны.

Орбита астероида Деифоб и его положение в Солнечной системе
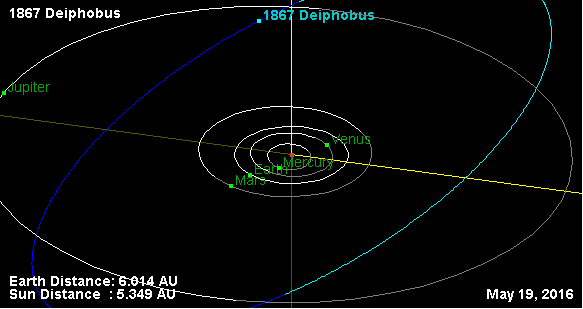
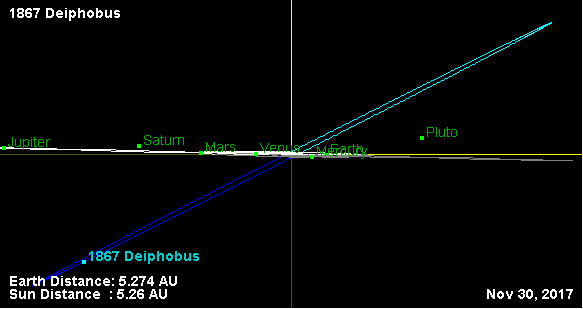

Фотометрические наблюдения, проведённые в 1994 году, позволили получить кривые блеска этого тела, из которых следовало, что период вращения астероида вокруг своей оси равняется 58,66 ± 0,018 часам, с изменением блеска по мере вращения 0,27 ± 0,03 m.